# منتزعة الكبريت منتزعة السلفاركانز
منتزعة الكبريت منتزعة السلفاركانز (الاسم العلمي: Desulfovibrio desulfuricans) هي نوع من البكتيريا، سلبية الغرام، تتبع جنس منتزعة الكبريت.